# Van Oldenbarneveld genaamd Tullingh

Van Oldenbarneveld genaamd Tullingh (ook: Van Oldenbarneveld genaamd Witte Tullingh) is de naam van een Nederlandse familie waarvan een lid in 1815 werd verheven in de Nederlandse adel.

## Geschiedenis
De stamreeks begint met Bartholomeus Rijckszn. [van Barneveld], schepen en raad van Amersfoort, die overleed in of kort na 1613. Zijn zoon Aert een brouwer te Amersfoort die tussen 1604 en 1607 overleed. Diens zoon Rijck Aertsz. (1599-1674), raad en schepen van Amersfoort, noemde zich Van Oldenbarneveldt; hij trouwde in 1639 voor de tweede keer, met Eva Jans Tullingh. Een zoon van hem, Gerard (gedoopt 1642), vestigde zich vanuit Amersfoort in 's-Gravenhage en noemde zich daarna Tullingh. Een kleinzoon van deze Gerard, Johan Gerard (1710-1747) noemde zich Van Oldenbarneveld genaamd Tullingh. Een zoon uit het derde huwelijk van Johan Gerard met Maria Margaretha Witte (1714-1748) noemde zich daarna Van Oldenbarneveld genaamd Witte Tullingh; diens zoon werd in 1815 in de adelstand verheven.

## Enkele telgen
Rijck Aertsz. van Oldenbarneveldt (1599-1674), raad en schepen van Amersfoort; trouwde in 1639 met Eva Jans Tullingh
- mr. Gerard van Oldenbarneveldt (gedoopt 1642), vestigde zich te 's-Gravenhage en noemde zich toen Tullingh
  - mr. Johannes Gerardus Tullingh (1684-1733), advocaat bij het Hof van Holland
    - Johan Gerard van Oldenbarneveld genaamd Tullingh (1711-1747), majoor cavalerie; trouwde in 1745 met Maria Margaretha Witte
      - mr. Hendrik Justus van Oldenbarneveld genaamd Witte Thullingh (1745-1795), advocaat-fiscaal en procureur-generaal bij de Raad van Brabant en het land van Overmaas
        - jhr. mr. Johan Gerard van Oldenbarneveld genaamd Witte Tullingh (1779-1852), luitenant-kolonel Haagse schutterij, lid Hoog Militair Gerechtshof; op 16 september 1815 verheven in de Nederlandse adel. Commandant van Nederlandse troepen in november 1813 tijdens de Ramp van Woerden.
          - jhr. mr. Anthony Adriaan van Oldenbarneveld genaamd Witte Tullingh (1805-1883), griffier Hoog Militair Gerechtshof; trouwde in 1845 jkvr. Louisa Anna Alexandrina Ram (1822-1892), lid van de familie Ram
            - jkvr. Wilhelmina Carolina Louisa van Oldenbarneveld genaamd Witte Tullingh (1860-1941), laatste telg van de adellijke tak Van Oldenbarneveld genaamd Witte Tullingh

          - jkvr. Johanna Maria Baldina van Oldenbarneveld genaamd Witte Tullingh (1809-1877); trouwde in 1835 met haar volle neef Johan Jacob Edouard Paravicini di Capelli, majoor-magazijnmeester, ridder Militaire Willems-Orde, lid van de familie Paravicini di Capelli
          - jhr. Johan Gerard Justus van Oldenbarneveld genaamd Witte Tullingh (1812-1894), generaal-majoor artillerie

        - Hendrika Justina van Oldenbarneveld genaamd Witte Tullingh (1781-1845); trouwde in 1802 met Willem Bartholomé Eduard Paravicini di Capelli (1778-1848), generaal-majoor
          - Johan Jacob Edouard Paravicini di Capelli, majoor-magazijnmeester, ridder Militaire Willems-Orde; trouwde in 1835 met zijn volle nicht jkvr. Johanna Maria Baldina van Oldenbarneveld genaamd Witte Tullingh (1809-1877)
            - Johan Gerard Justus Paravicini di Capelli (1838-1904), luitenant-kolonel titulair, magazijnmeester der artillerie